# Melodifestivalen 2015
Das Melodifestivalen 2015 (auch Mello 2015) war der schwedische Vorentscheid für den Eurovision Song Contest 2015 in Wien (Österreich). Die Moderatoren der sechs Live-Shows waren Sanna Nielsen, die Gewinnerin des Melodifestivalen 2014, und der schwedische Comedian Robin Paulsson. Måns Zelmerlöw gewann mit dem Lied Heroes. Im Finale des Eurovision Song Contests setzte er sich mit 365 Punkten vor Russland durch. Schweden konnte damit zum sechsten Mal den Eurovision Song Contest gewinnen und seitdem auf dem zweiten Platz der Länder mit den häufigsten Siegen.

## Format

### Konzept
| Östersund |

| Stockholm |

| Örebro |

| Göteborg |

| Helsingborg |

| Malmö |

Zum vierzehnten Mal finden die Halbfinals an verschiedenen Orten Schwedens statt. Es treten 28 Beiträge an, die auf vier Halbfinals verteilt werden, sodass jeweils sieben Beiträge pro Halbfinale vorgestellt wurden. Die Zuschauer entschieden in zwei Abstimmungsrunden, wer sich für das Finale qualifizierte und wer in der Andra Chansen (dt.: Zweite Chance) nochmals antreten darf. In jedem Halbfinale qualifizierten sich die ersten beiden Beiträge mit den meisten Zuschauerstimmen direkt für das Finale. Diejenigen Beiträge, die Platz drei und vier belegten, traten ein zweites Mal in der Sendung Andra Chansen auf. Dort traten die Kandidaten dann in Duellen gegeneinander an und wer die meisten Zuschauerstimmen auf sich vereinigen konnte, qualifizierte sich für das Finale. Im Finale traten zwölf Interpreten auf. Das Melodifestivalen-Finale bestand somit erstmals seit 1997 wieder aus zwölf Beiträgen.
Die Halbfinals fanden am 7., 14., 21. und 28. Februar statt, die Second-Chance-Runde am 7. März und das Finale ging am 14. März in Stockholm vonstatten.
Der Gewinner des Finales, Måns Zelmerlöw, war Sanna Nielsens Nachfolger und vertrat somit Schweden beim 60. Eurovision Song Contest in Österreich.
Die beim Melodifestivalen 2014 eingeführte Regel, dass mindestens 20 Prozent der eingereichten Beiträge von mindestens einer Frau (mit-)geschrieben sein müssen, wurde seitens SVT dieses Jahr auf 50 Prozent angehoben.

### Sendungen
| Sendung       | Sendedatum       | Stadt       | Austragungsort    | Zuschauer  | Zuschauerstimmen (Televoting & SMS) | Votings   |
| ------------- | ---------------- | ----------- | ----------------- | ---------- | ----------------------------------- | --------- |
| Deltävling 1  | 07. Februar 2015 | Göteborg    | Scandinavium      | 3.383.000  | 1.215.965                           | 135.246   |
| Deltävling 2  | 14. Februar 2015 | Malmö       | Malmö Arena       | 3.332.000  | 2.382.636                           | 231.169   |
| Deltävling 3  | 21. Februar 2015 | Östersund   | Östersund Arena   | 3.145.000  | 2.865.979                           | 373.606   |
| Deltävling 4  | 28. Februar 2015 | Örebro      | Conventum Arena   | 3.111.000  | 2.573.350                           | 251.553   |
| Andra Chansen | 07. März 2015    | Helsingborg | Helsingborg Arena | 3.030.000  | 3.830.306                           | 297.447   |
| Finalen       | 14. März 2015    | Stockholm   | Friends Arena     | 3.736.000  | 1.555.557                           | 182.854   |
| Gesamt        | Gesamt           | Gesamt      | Gesamt            | 19.737.000 | 14.423.793                          | 1.471.875 |

## Teilnehmer
Am 24. und 25. November 2014 gab SVT die 28 Teilnehmer des Melodifestivalen 2015 bekannt.

### Zurückkehrende Interpreten
12 Interpreten kehrten 2015 zum Wettbewerb zurück. Mit Eric Saade, Jessica Andersson und Marie Bergmann kehrten drei ehemalige Sieger zurück.
| Interpret           | Vorheriges Teilnahmejahr                                                                              |
| ------------------- | --- |
| Andreas Johnson     | 2006, 2007, 2008, 2010, 2012                                                                          |
| Behrang Miri        | 2013                                                                                                  |
| Caroline Wennergren | 2005                                                                                                  |
| Daniel Gildenlöw    | 2010 (als Teil der Gruppe Pain of Salvation)                                                          |
| Ellen Benediktson   | 2014                                                                                                  |
| Eric Saade          | 2010, 2011                                                                                            |
| Jessica Andersson   | 2003 & 2004 (als Teil des Duos Fame), 2006, 2007, 2010                                                |
| Linnus Svenning     | 2014                                                                                                  |
| Magnus Carlsson     | 2000, 2001, 2002 (als Teil der Gruppe Barbados), 2003, 2005 (als Teil der Gruppe Alcazar), 2006, 2007 |
| Marie Bergman       | 1971 & 1972 (als Teil der Gruppe Family Four), 1994 (zusammen mit Roger Pontare)                      |
| Måns Zelmerlöw      | 2007, 2009                                                                                            |
| Sanne Salomonsen    | 2005                                                                                                  |

*Fett-markierte Teilnahmejahre stehen für Sieger des Melodifestivalen.

## Halbfinale
Insgesamt nahmen 28 Künstler teil, welche auf vier Halbfinals aufgeteilt wurden.
Die zwei Künstler eines jeden Halbfinals mit den meisten Zuschauerstimmen zogen direkt ins Finale ein. Die Plätze drei und vier kamen in die sogenannte Andra Chansen-Runde.

### Erstes Halbfinale

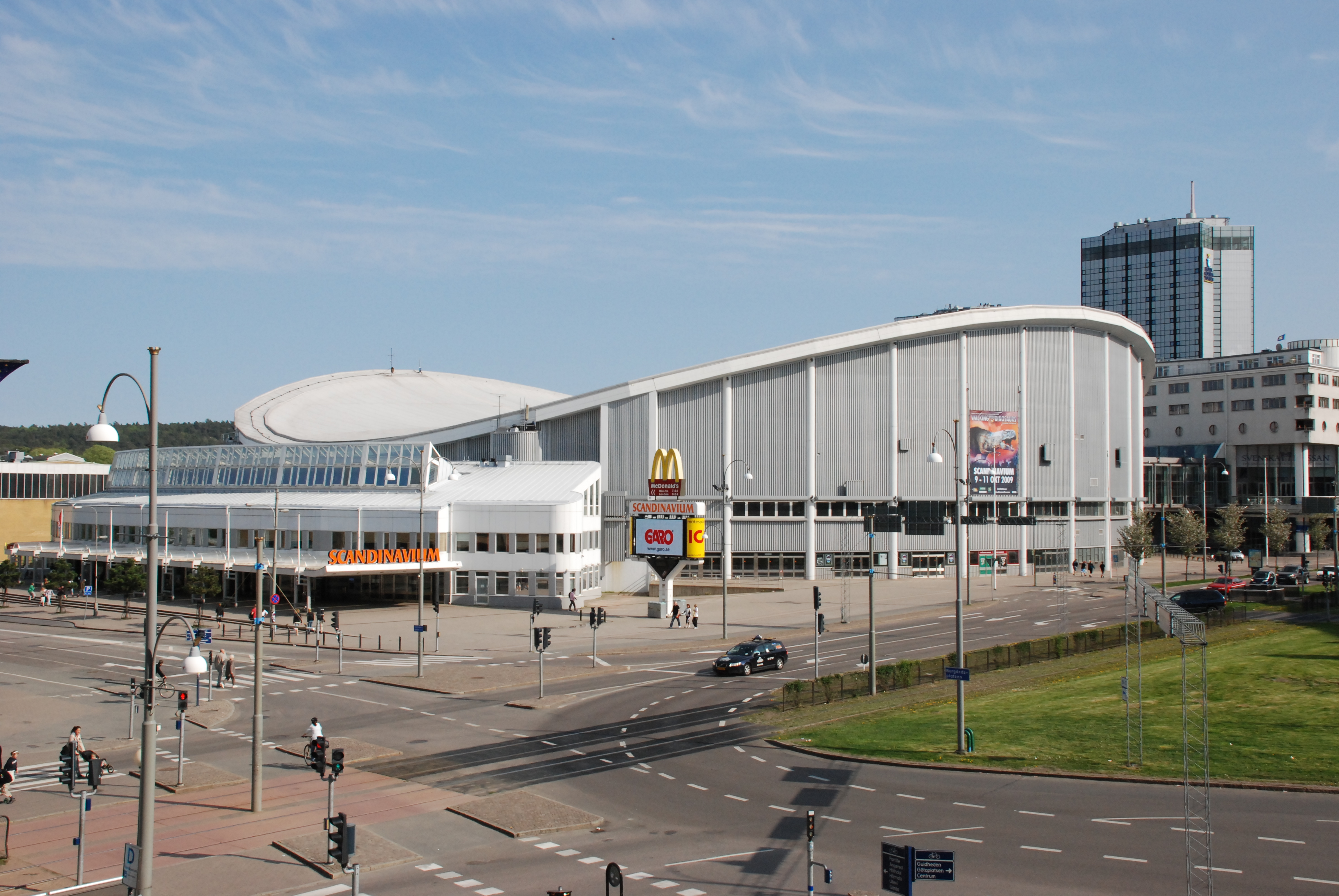
Scandinavium

Das erste Halbfinale (Deltävling 1) fand am 7. Februar 2015, 20:00 Uhr (MEZ) im Scandinavium in Göteborg statt.
| Platz | Startnr. | Interpret                       | Lied Musik (M) und Text (T)                                                                        | Übersetzung (Inoffiziell)       | Zuschauerstimmen (Televoting & SMS) | Zuschauerstimmen (Televoting & SMS) | Zuschauerstimmen (Televoting & SMS) | Zuschauerstimmen (Televoting & SMS) |
| Platz | Startnr. | Interpret                       | Lied Musik (M) und Text (T)                                                                        | Übersetzung (Inoffiziell)       | Runde 1                             | Runde 2                             | Gesamt                              | %                                   |
| ----- | -------- | ------------------------------- | -------------------------------------------------------------------------------------------------- | ------------------------------- | ----------------------------------- | ----------------------------------- | ----------------------------------- | ----------------------------------- |
| 1.    | 7        | Eric Saade                      | Sting M/T: Sam Arash Fahmi, Fredrik Kempe, Hamed “K-one” Pirouzpanah, David Kreuger                | Stich                           | 413.556                             | 35.324                              | 448.880                             | 36,71 %                             |
| 2.    | 6        | Jessica Andersson               | Can't Hurt Me Now M/T: Aleena Gibson, Fredrik Thomander                                            | Kann mich jetzt nicht verletzen | 187.686                             | 25.279                              | 212.965                             | 17,42 %                             |
| 3.    | 4        | Dolly Style                     | Hello Hi M/T: Emma Nors, Palle Hammarlund, Jimmy Jansson                                           | Hallo Hallo                     | 138.255                             | 16.961                              | 155.216                             | 12,69 %                             |
| 4.    | 5        | Behrang Miri feat. Victor Crone | Det rår vi inte för M/T: Behrang Miri, Albin Johnsén, Måns Zelmerlöw, Tony Nilsson                 | Dafür können wir nichts         | 140.374                             | 08.606                              | 148.980                             | 12,18 %                             |
| 5.    | 3        | Rickard Söderberg & Elize Ryd   | One By One M/T: Elize Ryd, Jimmy Jansson, Karl-Ola Kjellholm, Sharon Vaughn                        | Einer nach dem anderen          | 101.433                             | 27.928                              | 129.361                             | 10,58 %                             |
| 6.    | 1        | Molly Pettersson Hammar         | I'll Be Fine M/T: Molly Pettersson Hammar, Lisa Desmond, Tim Larsson, Tobias Lundgren, Gavin Jones | Mir wird es gut gehen           | 082.807                             | —                                   | 082.807                             | 06,77 %                             |
| 7.    | 2        | Daniel Gildenlöw                | Pappa M/T: Daniel Gildenlöw                                                                        | Papa                            | 044.483                             | —                                   | 044.483                             | 03,64 %                             |

 Kandidat hat sich für das Finale qualifiziert.
 Kandidat hat sich für die Andra Chansen qualifiziert.

### Zweites Halbfinale

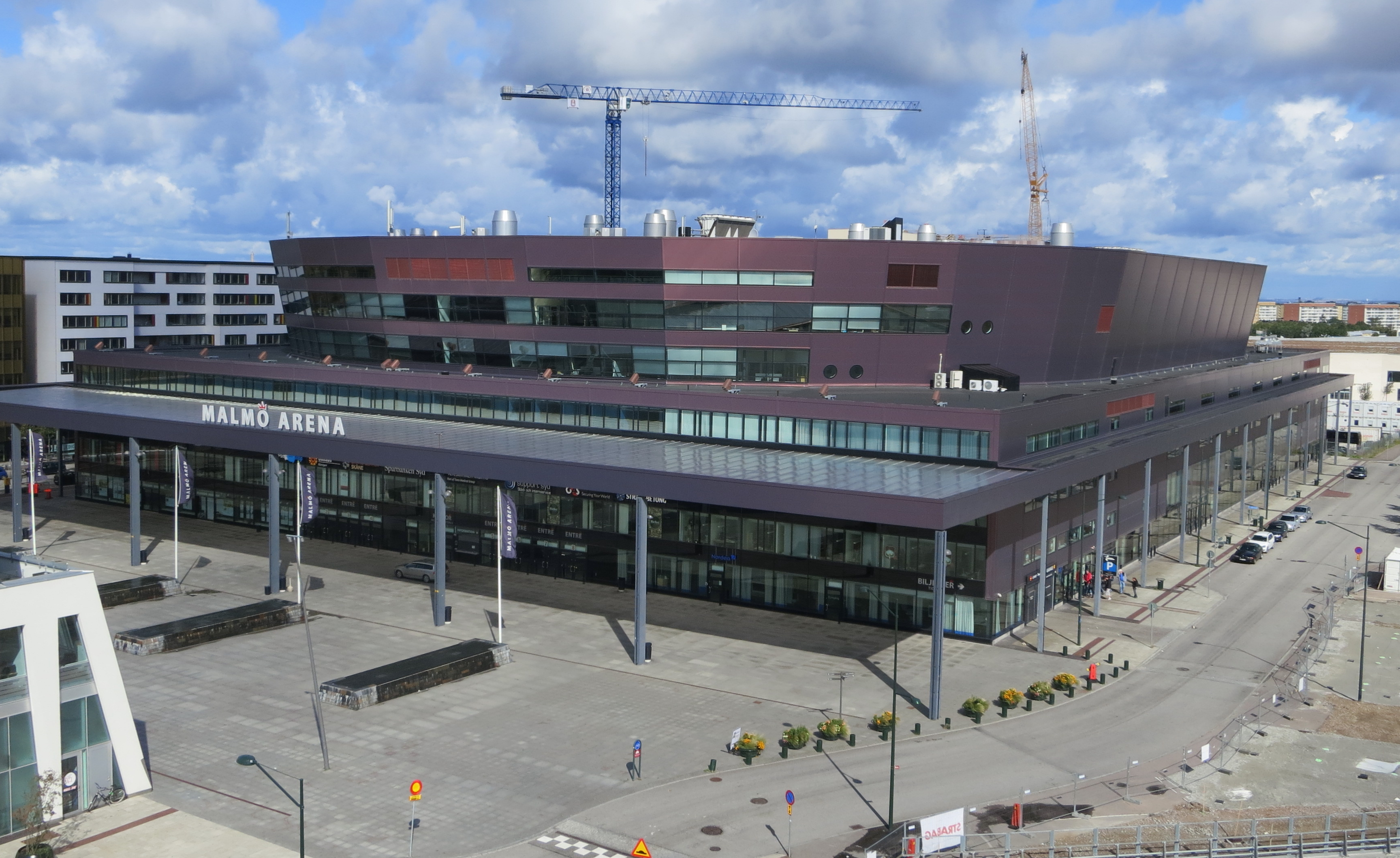
Malmö Arena

Das zweite Halbfinale (Deltävling 2) fand am 14. Februar 2015, 20:00 Uhr (MEZ) in der Malmö Arena in Malmö statt.
| Platz | Startnr. | Interpret                        | Lied Musik (M) und Text (T)                                                              | Übersetzung (Inoffiziell)        | Zuschauerstimmen (Televoting & SMS) | Zuschauerstimmen (Televoting & SMS) | Zuschauerstimmen (Televoting & SMS) | Zuschauerstimmen (Televoting & SMS) |
| Platz | Startnr. | Interpret                        | Lied Musik (M) und Text (T)                                                              | Übersetzung (Inoffiziell)        | Runde 1                             | Runde 2                             | Gesamt                              | %                                   |
| ----- | -------- | -------------------------------- | ---------------------------------------------------------------------------------------- | -------------------------------- | ----------------------------------- | ----------------------------------- | ----------------------------------- | ----------------------------------- |
| 1.    | 7        | Mariette                         | Don't Stop Believing M/T: Miss Li (Linda Karlsson), Sonny Gustafsson                     | Hör’ nicht auf, zu glauben       | 472.908                             | 28.219                              | 501.127                             | 21,05 %                             |
| 2.    | 6        | Magnus Carlsson                  | Möt mig i Gamla stan M/T: Thomas G:son, Lina Eriksson                                    | Triff mich in der Altstadt       | 441.477                             | 34.140                              | 475.617                             | 19,98 %                             |
| 3.    | 3        | Samir & Viktor                   | Groupie M/T: Anton Malmberg Hård af Segerstad, Kevin Högdahl, Maria Smith, Viktor Thell  | –                                | 455.225                             | 19.958                              | 475.183                             | 19,96 %                             |
| 4.    | 1        | Linus Svenning                   | Forever Starts Today M/T: Aleena Gibson, Anton Malmberg Hård af Segerstad, Fredrik Kempe | Für immer beginnt heute          | 357.113                             | 36.156                              | 393.269                             | 16,52 %                             |
| 5.    | 4        | Neverstore                       | If I Was God For One Day M/T: Thomas G:son, John Gordon, Jacob Widén                     | Wenn ich für einen Tag Gott wäre | 253.725                             | 12.227                              | 265.952                             | 11,17 %                             |
| 6.    | 2        | Emelie Irewald                   | Där och då med dig M/T: Emelie Irewald                                                   | Dort und damals mit dir          | 134.638                             | —                                   | 134.638                             | 05,66 %                             |
| 7.    | 5        | Marie Bergman & Sanne Salomonsen | Nonetheless M/T: Andreas Stone Johansson, Allison Kaplan                                 | Nichtsdestotrotz                 | 134.427                             | —                                   | 134.427                             | 05,65 %                             |

 Kandidat hat sich für das Finale qualifiziert.
 Kandidat hat sich für die Andra Chansen qualifiziert.

### Drittes Halbfinale

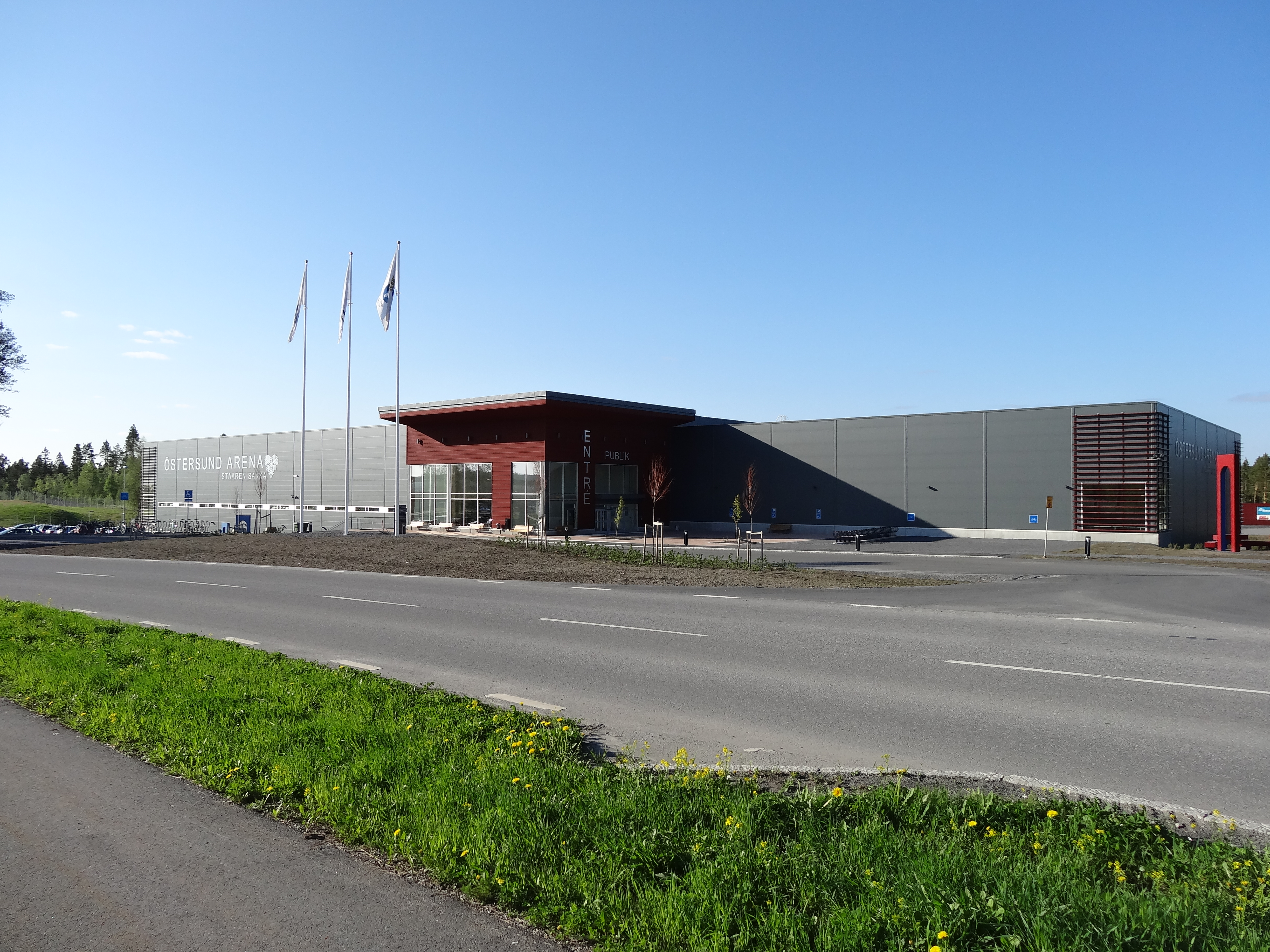
Östersund Arena

Das dritte Halbfinale (Deltävling 3) fand am 21. Februar 2015, 20:00 Uhr (MEZ) in der Östersund Arena in Östersund statt.
| Platz | Startnr. | Interpret            | Lied Musik (M) und Text (T)                                                                     | Übersetzung (Inoffiziell) | Zuschauerstimmen (Televoting & SMS) | Zuschauerstimmen (Televoting & SMS) | Zuschauerstimmen (Televoting & SMS) | Zuschauerstimmen (Televoting & SMS) |
| Platz | Startnr. | Interpret            | Lied Musik (M) und Text (T)                                                                     | Übersetzung (Inoffiziell) | Runde 1                             | Runde 2                             | Gesamt                              | %                                   |
| ----- | -------- | -------------------- | ----------------------------------------------------------------------------------------------- | ------------------------- | ----------------------------------- | ----------------------------------- | ----------------------------------- | ----------------------------------- |
| 1.    | 7        | Jon Henrik Fjällgren | Jag är fri (Manne leam frijje) M/T: Jon Henrik Fjällgren, Erik Holmberg, Tony Malm, Josef Melin | Ich bin frei              | 593.601                             | 72.716                              | 666.317                             | 23,27 %                             |
| 2.    | 5        | Isa                  | Don't Stop M/T: Isa Tengblad, Johan Ramström, Gustaf Svenungsson, Magnus Wallin, Oscar Merner   | Hör' nicht auf            | 499.426                             | 18.978                              | 518.404                             | 18,11 %                             |
| 3.    | 3        | Andreas Weise        | Bring Out the Fire M/T: Henrik Jansson, Thomas G:son, Anton Malmberg Hård af Segerstad          | Bring’ das Feuer heraus   | 419.346                             | 31.577                              | 450.923                             | 15,75 %                             |
| 4.    | 6        | Kristin Amparo       | I See You M/T: Kristin Amparo, Fredrik Kempe, David Kreuger                                     | Ich sehe dich             | 395.936                             | 19.074                              | 415.010                             | 14,49 %                             |
| 5.    | 1        | Ellen Benediktson    | Insomnia M/T: Ellen Benediktson, Anders Wrethov                                                 | Schlaflosigkeit           | 288.995                             | 09.768                              | 298.763                             | 10,43 %                             |
| 6.    | 2        | Kalle Johansson      | För din skull M/T: Martin Eriksson, Thomas G:son, Thomas Karlsson                               | Deinetwegen               | 261.572                             | —                                   | 261.572                             | 09,14 %                             |
| 7.    | 4        | Andreas Johnson      | Living to Die M/T: Andreas Johnson, Bobby Ljunggren, Karl-Ola Kjellholm                         | Leben, um zu sterben      | 252.280                             | —                                   | 252.280                             | 08,81 %                             |

 Kandidat hat sich für das Finale qualifiziert.
 Kandidat hat sich für die Andra Chansen qualifiziert.

### Viertes Halbfinale

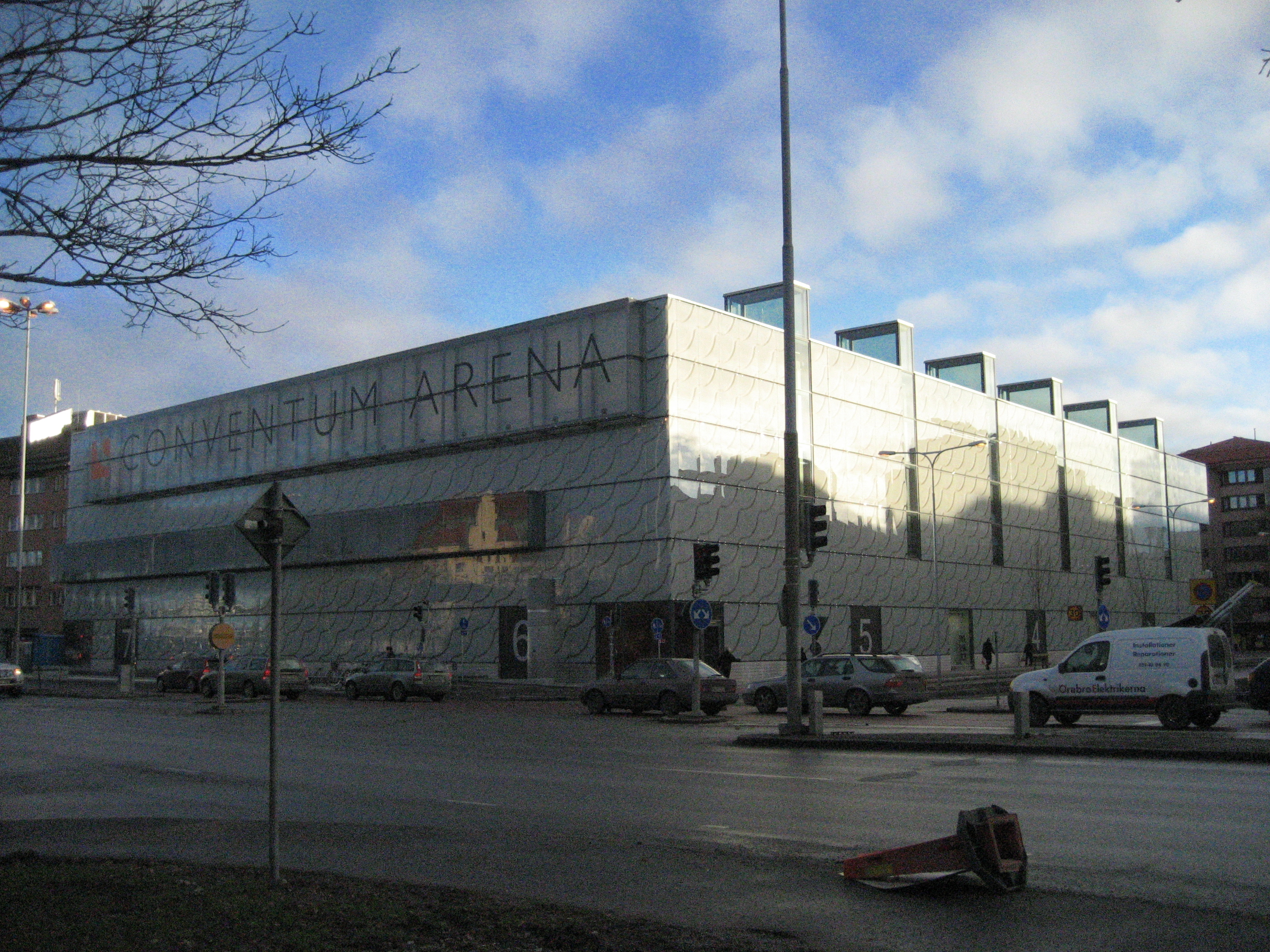
Conventum Arena

Das vierte und letzte Halbfinale (Deltävling 4) fand am 28. Februar 2015, 20:00 Uhr (MEZ) in der Conventum Arena in Örebro statt.
| Platz | Startnr. | Interpret           | Lied Musik (M) und Text (T)                                                                         | Übersetzung (Inoffiziell) | Zuschauerstimmen (Televoting & SMS) | Zuschauerstimmen (Televoting & SMS) | Zuschauerstimmen (Televoting & SMS) | Zuschauerstimmen (Televoting & SMS) |
| Platz | Startnr. | Interpret           | Lied Musik (M) und Text (T)                                                                         | Übersetzung (Inoffiziell) | Runde 1                             | Runde 2                             | Gesamt                              | %                                   |
| ----- | -------- | ------------------- | --------------------------------------------------------------------------------------------------- | ------------------------- | ----------------------------------- | ----------------------------------- | ----------------------------------- | ----------------------------------- |
| 1.    | 7        | Måns Zelmerlöw      | Heroes M/T: Anton Malmberg Hård af Segerstad, Joy Deb, Linnea Deb                                   | Helden                    | 712.652                             | 58.771                              | 771.423                             | 30,00 %                             |
| 2.    | 3        | JTR                 | Building It Up M/T: John Andreasson, Tom Lundbäck, Robin Lundbäck, Erik Lewander, Iggy Strange Dahl | Es aufbauen               | 378.312                             | 07.590                              | 385.902                             | 15,01 %                             |
| 3.    | 4        | Hasse Andersson     | Guld och gröna skogar M/T: Anderz Wrethov, Elin Wrethov, Johan Bejerholm, Johan Deltinger           | Gold und grüne Wälder     | 339.263                             | 40.042                              | 379.305                             | 14,75 %                             |
| 4.    | 5        | Dinah Nah           | Make Me (La La La) M/T: Dinah Nah, Dr. Alban (Alban Nwapa), Jakke Erixson, Karl-Ola Kjellholm       | Mach’ mich (La La La)     | 356.640                             | 09.438                              | 366.078                             | 14,24 %                             |
| 5.    | 2        | Caroline Wennergren | Black Swan M/T: Nicklas Eklund, Joel DeLuna, Aimee Bobruk                                           | Schwarzer Schwan          | 252.405                             | 31.787                              | 284.192                             | 11,05 %                             |
| 6.    | 6        | Annika Herlitz      | Ett andetag M/T: Amir Aly, Maciel Numhauser, Robin Abrahamsson, Sharon Dyall, Sharon Vaughn         | Ein Atemzug               | 226.388                             | —                                   | 226.388                             | 08,81 %                             |
| 7.    | 1        | Midnight Boy        | Don't Say No M/T: Johan Krafman, Kristofer Östergren, Olle Blomström                                | Sag' nicht nein           | 157.793                             | —                                   | 157.793                             | 06,14 %                             |

 Kandidat hat sich für das Finale qualifiziert.
 Kandidat hat sich für die Andra Chansen qualifiziert.

## Andra Chansen

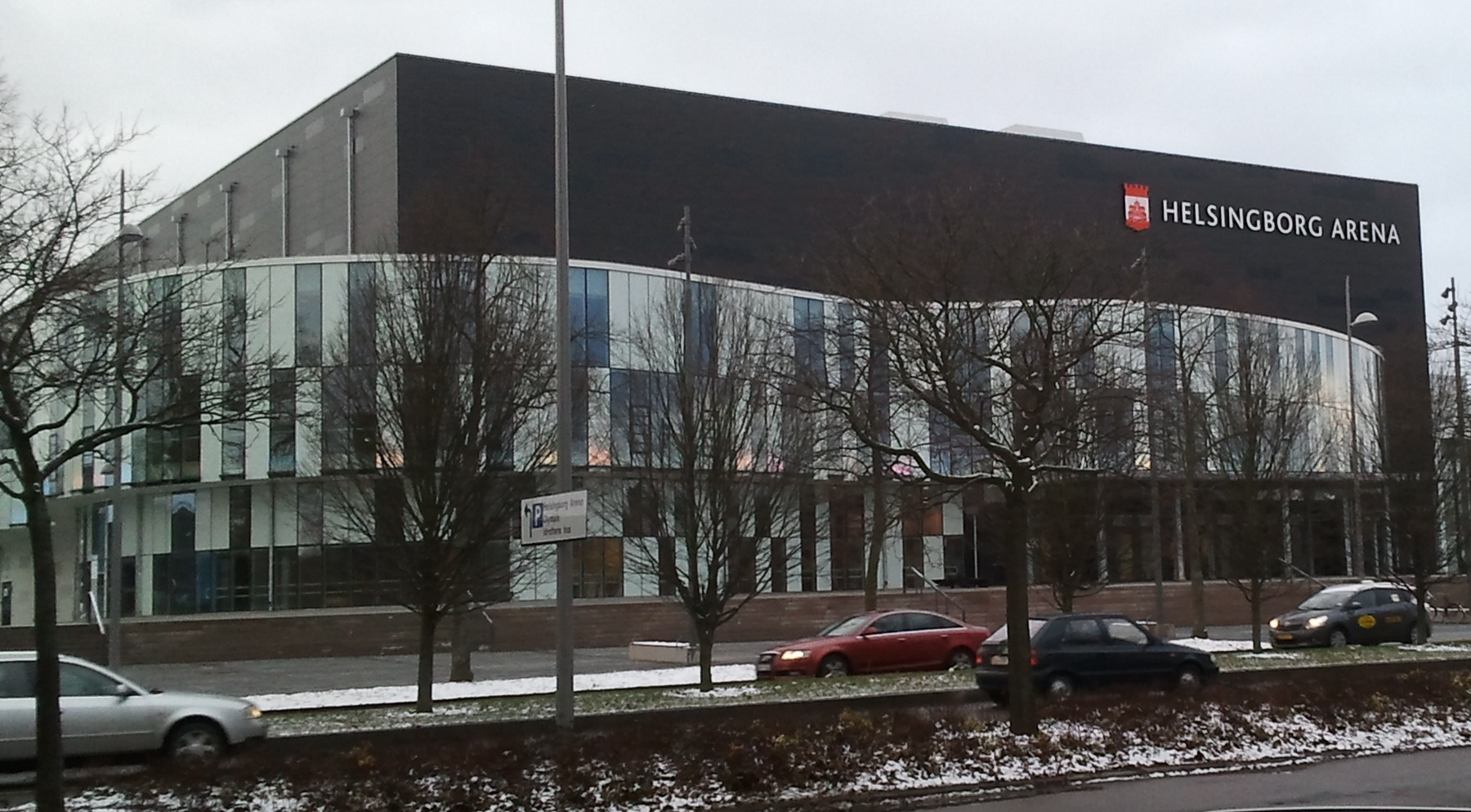
Helsingborg Arena

Die Andra Chansen-Runde (dt.: Zweite Chance) fand am 7. März 2015, 20:00 Uhr (MEZ) in der Helsingborg Arena in Helsingborg statt. Hier sangen acht Künstler in vier Duellen um jeweils einen Platz im Finale. Der Gewinner eines jeden Duells zog, im Gegensatz zu den Vorjahren, sofort ins Finale ein.
| Duell | Startnr. | Interpret                       | Lied                                                                                      | Zuschauerstimmen (Tele-Voting & SMS) | Zuschauerstimmen (Tele-Voting & SMS) |
| Duell | Startnr. | Interpret                       | Lied                                                                                      | Stimmen                              | %                                    |
| ----- | -------- | ------------------------------- | ----------------------------------------------------------------------------------------- | ------------------------------------ | ------------------------------------ |
| 1     | 1        | Andreas Weise                   | Bring Out the Fire M/T: Henrik Jansson, Thomas G:son, Anton Malmberg Hård af Segerstad    | 402.521                              | 43,11 %                              |
| 1     | 2        | Linus Svenning                  | Forever Starts Today M/T: Aleena Gibson, Anton Malmberg Hård af Segerstad, Fredrik Kempe  | 531.109                              | 56,89 %                              |
| 2     | 1        | Hasse Andersson                 | Guld och gröna skogar M/T: Anderz Wrethov, Elin Wrethov, Johan Bejerholm, Johan Deltinger | 599.724                              | 57,62 %                              |
| 2     | 2        | Kristin Amparo                  | I See You M/T: Kristin Amparo, Fredrik Kempe, David Kreuger                               | 441.015                              | 42,38 %                              |
| 3     | 1        | Dolly Style                     | Hello Hi M/T: Emma Nors, Palle Hammarlund, Jimmy Jansson                                  | 404.960                              | 43,55 %                              |
| 3     | 2        | Dinah Nah                       | Make Me (La La La) M/T: Dinah Nah, Alban Nwapa, Jakke Erixson, Karl-Ola Kjellholm         | 524.887                              | 56,45 %                              |
| 4     | 1        | Behrang Miri feat. Victor Crone | Det rår vi inte för M/T: Behrang Miri, Albin Johnsén, Måns Zelmerlöw, Tony Nilsson        | 297.739                              | 32,16 %                              |
| 4     | 2        | Samir & Viktor                  | Groupie M/T: Anton Malmberg Hård af Segerstad, Kevin Högdahl, Maria Smith, Viktor Thell   | 628.022                              | 67,84 %                              |

 Kandidat hat sich für das Finale qualifiziert.

## Finale

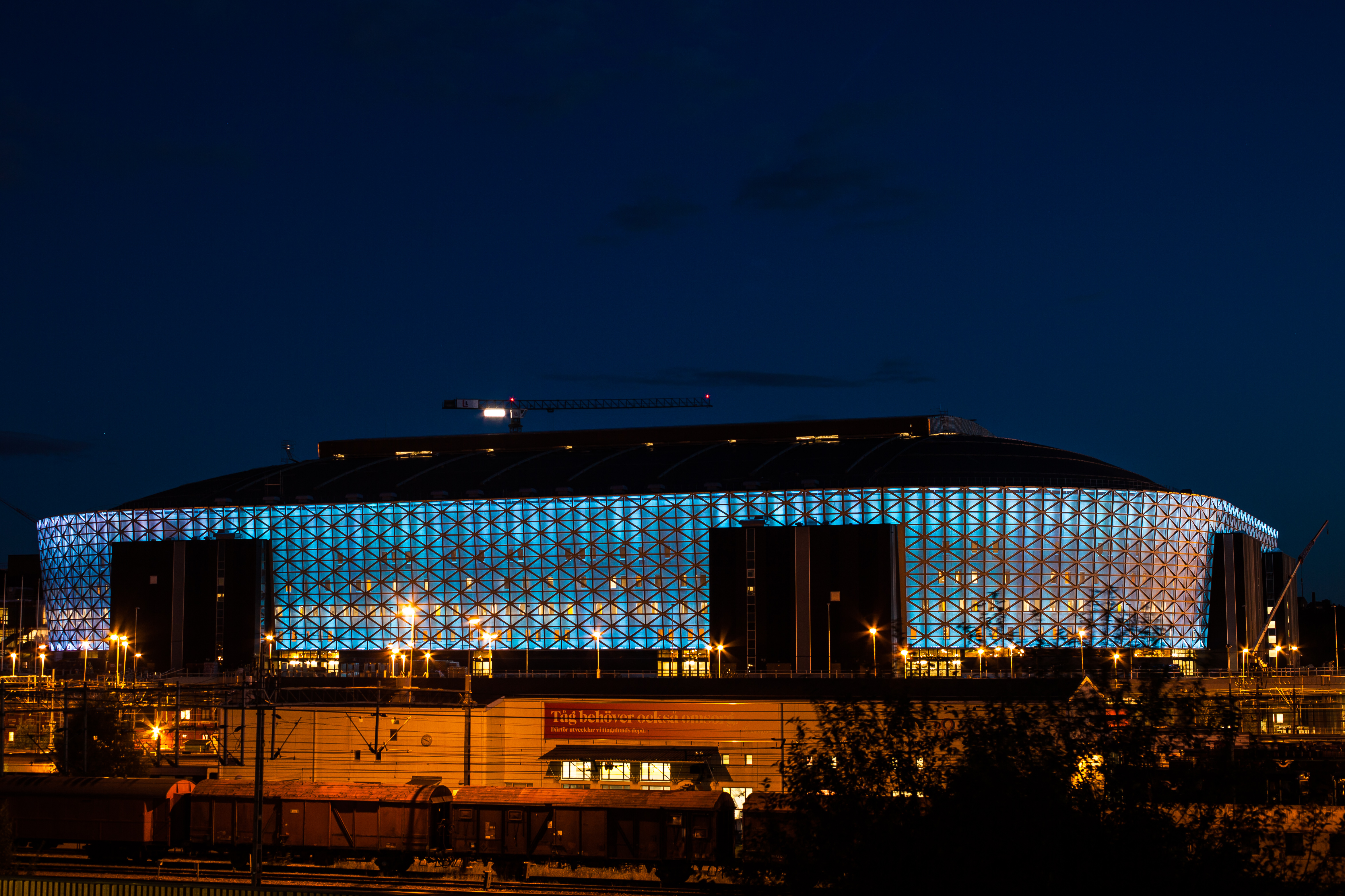
Friends Arena

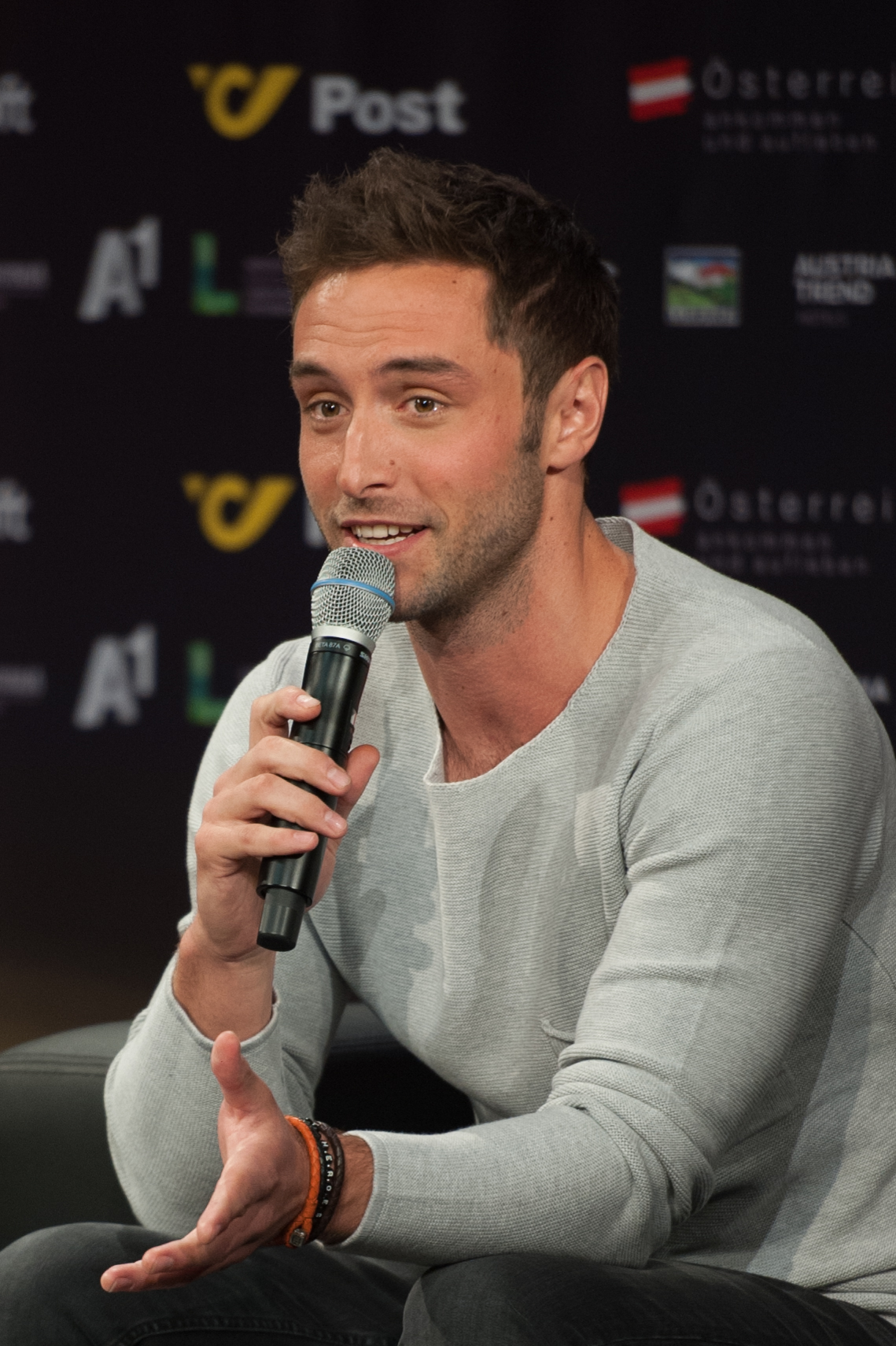
Der Gewinner der schwedischen Vorentscheidung: Måns Zelmerlöw

Das Finale (Finalen) fand am 14. März 2015, 20:00 Uhr (MEZ) in der 28.000 Zuschauer fassenden Friends Arena in Solna (Stockholm) statt. Als Gewinner setzte sich Måns Zelmerlöw mit seinem Lied Heroes durch. Er vertrat Schweden beim 60. Eurovision Song Contest und gewann.
| Platz | Startnr. | Interpret            | Lied Musik (M) und Text (T)                                                                         | AM | AT | BE | CY | EE | FR | IL | MT | NL | SL | GB | Jury Gesamt | Zuschauerstimmen (Televote & SMS) | Zuschauerstimmen (Televote & SMS) | Zuschauerstimmen (Televote & SMS) | Gesamt |
| Platz | Startnr. | Interpret            | Lied Musik (M) und Text (T)                                                                         | AM | AT | BE | CY | EE | FR | IL | MT | NL | SL | GB | Jury Gesamt | Stimmen                           | %                                 | Punkte                            | Gesamt |
| --- | -------- | -------------------- | --------------------------------------------------------------------------------------------------- | -- | -- | -- | -- | -- | -- | -- | -- | -- | -- | -- | ----------- | --------------------------------- | --------------------------------- | --------------------------------- | ------ |
| 01. | 06       | Måns Zelmerlöw       | Heroes M/T: Anton Malmberg Hård af Segerstad, Joy Deb, Linnea Deb                                   | 12 | 12 | 12 | 12 | 12 | 12 | 6  | 12 | 12 | 12 | 8  | 122         | 545.601                           | 35,1 %                            | 166                               | 288    |
| 02. | 04       | Jon Henrik Fjällgren | Jag är fri (Manne leam frijje) M/T: Jon Henrik Fjällgren, Erik Holmberg, Tony Malm, Josef Melin     | 8  | 8  | 4  | –  | 2  | 8  | –  | –  | 8  | 1  | 12 | 051         | 288.964                           | 18,6 %                            | 088                               | 139    |
| 03. | 11       | Mariette             | Don't Stop Believing M/T: Miss Li (Linda Karlsson), Sonny Gustafsson                                | 6  | 6  | 2  | 10 | 8  | 10 | 12 | 4  | 2  | 10 | 4  | 074         | 90.749                            | 5,8 %                             | 028                               | 102    |
| 04. | 12       | Hasse Andersson      | Guld och gröna skogar M/T: Anderz Wrethov, Elin Wrethov, Johan Bejerholm, Johan Deltinger           | –  | –  | –  | –  | –  | –  | 8  | –  | –  | 2  | –  | 010         | 222.166                           | 14,3 %                            | 068                               | 078    |
| 05. | 10       | Eric Saade           | Sting M/T: Sam Arash Fahmi, Fredrik Kempe, Hamed “K-one” Pirouzpanah, David Kreuger                 | 10 | 2  | 6  | 2  | 1  | 4  | 10 | 1  | 10 | –  | 2  | 048         | 96.237                            | 6,2 %                             | 029                               | 077    |
| 06. | 07       | Linus Svenning       | Forever Starts Today M/T: Aleena Gibson, Anton Malmberg Hård af Segerstad, Fredrik Kempe            | 2  | 10 | 1  | 6  | 4  | 2  | 4  | –  | –  | 6  | 6  | 041         | 57.838                            | 3,8 %                             | 018                               | 059    |
| 07. | 08       | Isa                  | Don't Stop M/T: Isa Tengblad, Johan Ramström, Gustaf Svenungsson, Magnus Wallin, Oscar Merner       | –  | 4  | –  | –  | 10 | –  | –  | 2  | 4  | 8  | 10 | 038         | 60.213                            | 3,9 %                             | 018                               | 056    |
| 08. | 01       | Samir & Viktor       | Groupie M/T: Anton Malmberg Hård af Segerstad, Kevin Högdahl, Maria Smith, Viktor Thell             | –  | –  | 10 | 4  | –  | –  | –  | 8  | 6  | –  | 1  | 029         | 65.927                            | 4,2 %                             | 020                               | 049    |
| 09. | 09       | Magnus Carlsson      | Möt mig i Gamla stan M/T: Thomas G:son, Lina Eriksson                                               | 1  | 1  | –  | 8  | –  | –  | –  | –  | –  | –  | –  | 010         | 59.811                            | 3,8 %                             | 018                               | 028    |
| 10. | 02       | JTR                  | Building It Up M/T: John Andreasson, Tom Lundbäck, Robin Lundbäck, Erik Lewander, Iggy Strange Dahl | –  | –  | 8  | –  | 6  | 6  | 1  | –  | –  | –  | –  | 021         | 14.236                            | 0,9 %                             | 04                                | 025    |
| 11. | 05       | Jessica Andersson    | Can't Hurt Me Now M/T: Aleena Gibson, Fredrik Thomander                                             | 4  | –  | –  | –  | –  | 1  | –  | 6  | –  | 4  | –  | 015         | 25.721                            | 1,7 %                             | 08                                | 023    |
| 12 | 03       | Dinah Nah            | Make Me (La La La) M/T: Dinah Nah, Alban Nwapa, Jakke Erixson, Karl-Ola Kjellholm                   | –  | –  | –  | 1  | –  | –  | 2  | 10 | 1  | –  | –  | 014         | 28.094                            | 1,8 %                             | 08                                | 022    |
| Jury-Punktesprecher |          |                      | |    |    |    |    |    |    |    |    |    |    |    |             |                                   |                                   |                                   |        |
| - – Gohar Gaszparjan - – Axel Hirsoux - – Mart Normet - – Bruno Berberes - – Mose Morad - – Daniel D’Anastasi - – Daniël Dekker - – Conchita Wurst - – Maja Keuc - – Simon Proctor - – Klítosz Klítu |          |                      | |    |    |    |    |    |    |    |    |    |    |    |             |                                   |                                   |                                   |        |